# Helgelse
Helgelse (grekiska hagiasmos, latin sanctificatio), är enligt kristen tro den process varigenom den kristne förvandlas till allt större helighet och likhet med Kristus.
Inom luthersk teologi innebär helgelsen människornas förverkligande av Guds heliga vilja. Inom den katolska kyrkan uppfattas helgelsen som ett Guds verk i och med människan, ej något som hon själv förverkligar, och man skiljer ej helgelsen från frälsningen eller omvändelsen. Efter reformationen började man i psykologisk och pedagogiskt intresse skilja olika moment i frälsningen. Helgelsen fick då beteckna människans sedliga förvandling. Hos Henric Schartau betecknar helgelsen ett moment i "nådens ordning".
Helgelsen betonas särskilt inom metodismen (inklusive Frälsningsarmén) och karismatisk kristendom, främst helgelserörelsen (f.d. Helgelseförbundet), men även pingströrelsen och trosrörelsen. I dessa sammanhang beskrivs helgelse ibland som befrielse från syndens makt, det vill säga ett återupprättande av människans ursprungliga gudslika natur. Helgelseläran har även påverkat baptismen, kongregationalismen och presbyterianismen. 
Enligt helgelseläran sker helgelse av nåd, utan annan motprestation än att man är villig, ber, ödmjukar och böjer sig, och har ett öppet sinne. Vissa förkunnare beskriver helgelsen som en process som leder till ödmjukt och öppet sinne.
I Nya Testamentet beskrivs helgelse ibland som något Gud gör, se nedan, ibland som något man gör själv (Apostlarna uppmanade Paulus att låta helga sig i Apg 21:24-26). Ett närbesläktat begrepp är överlåtelse. Det betecknar när en kristen beslutar att ge sitt oreserverade samtycke till vad Gud vill göra. Den troende lägger sitt liv i Guds händer och ber att dennes vilja helt ska få råda. 
Metodismens fader John Wesley talade om att en kristen går mot ett tillstånd av kristen fullkomlighet (engelska christian perfection), som kan nås redan under detta jordeliv. Detta med hänvisning till att Nya testamentet uppmanar till fullkomlighet. Detta begrepp används sällan utanför metodismen. Inom metodismen förekommer även begreppet evangelisk syndfrihet, i motsats till syndfrihet och perfektion i gammaltestamentlig mening, som krävde egna prestationer och inte skedde av nåd. Wesley tog emellertid avstånd från begreppet syndfrihet. Inom helgelserörelsen motsvaras detta av begreppet  fullkomlig helgelse. Idag har många förkunnare nyanserat denna förkunnelse, och åsyftar med begreppet helighet vanligen en process eller väg, och fullkomlighet som ett mål att sträva efter men som aldrig nås under detta liv.   
Vissa förkunnare menar att även om alla kristna frestas och gör felsteg ibland, så gör helgelsen att det inte är normalt för en pånyttfödd kristen att dagligen begå avsiktlig synd. Gud har redan förlåtit synden en gång för alla. Därför förekommer det att dessa förkunnare är tveksamma till Lutherska kyrkors starka betonande av att som kristen regelbundet bekänna sin synd och be om syndernas förlåtelse.

## Bibelord som används som stöd för helgelseläran
Följande bibelord används som stöd att människans sinne kan förvandlas av Gud 
| ”             | Må fridens Gud själv helga er helt och fullt, och må er ande, själ och kropp bevaras hela, så att ni är utan fläck vid vår Herre Jesu Kristi ankomst. | „ |
| – 1 Tess 5:23 | |   |

| ”                    | Vänd bort din blick från mina synder, stryk ut all min skuld. Skapa i mig, Gud, ett rent hjärta, ge mig ett nytt och stadigt sinne. | „ |
| – Psaltaren 51:11-12 | |   |

| ”                   | Jag skall ge dem ett nytt hjärta och fylla dem med en ny ande. Jag skall ta bort stenhjärtat ur kroppen på dem och ge dem ett hjärta av kött, så att de följer mina bud och håller sig till mina stadgar och lever efter dem. | „ |
| – Hesekiel 11:19-20 | |   |

| ”                  | På högtidens sista och största dag ställde sig Jesus och ropade: ”Är någon törstig, så kom till mig och drick. Den som tror på mig, ur hans inre skall flyta strömmar av levande vatten, som skriften säger.” Detta sade han om Anden, som de som trodde på honom skulle få. Ty ännu hade Anden inte kommit, eftersom Jesus ännu inte hade blivit förhärligad. | „ |
| – Johannes 7:37-39 | |   |

| ”                | Finns det någon far ibland er som ger sin son en orm när han ber om en fisk eller ger honom en skorpion när han ber om ett ägg? Om nu redan ni, som är onda, förstår att ge era barn goda gåvor, skall då inte fadern i himlen ge helig ande åt dem som ber honom? | „ |
| – Lukas 11:11-13 | |   |

| ”                  | Han lät dem höra en annan liknelse: ”Himmelriket är som ett senapskorn som en man sår i sin åker. Det är det minsta av alla frön, men när det har växt upp är det större än alla örter och blir till ett träd, så att himlens fåglar kommer och bygger bo bland grenarna.” | „ |
| – Matteus 13:31-32 | |   |